# 𧃽菜埔
𧃽菜埔，或稱為蕹菜埔，是臺灣嘉義縣朴子市的一個傳統地域名稱，位於該市西北部。相較於今日行政區，其範圍大致包括博厚里不含北半部及東南部凸出部分、文化里西半葉的西部、永和里不含西南部、竹圍里西北部。

## 歷史
台灣日治初期，𧃽菜埔地區為一街庄（舊制街庄），稱為「𧃽菜埔庄」，隸屬於大坵田西堡。該庄昔日西北隔朴子溪與更藔庄為界，東北與樸仔腳街為鄰，東及東南與下竹圍庄為鄰，南邊及西南邊為崁後庄，西邊為港墘庄，西北邊為湖底庄。
1901年（日治明治三十四年）11月11日，全台設置二十廳，該庄隸屬於嘉義廳。1904年（明治三十七年）2月15日，該庄編入「樸仔腳區」，隸屬於嘉義廳。1909年（明治四十二年）10月25日，全台整併二十廳為十二廳，該庄仍隸屬於嘉義廳。1910年（明治四十三年）1月18日，各區管轄區域調整，該庄仍隸屬於嘉義廳的「樸仔腳區」。1920年（大正九年）10月1日，全台廢十二廳改設五州二廳，該庄改制為「𧃽菜埔」大字，隸屬於臺南州東石郡朴子街（新制街庄）。
戰後朴子街改制為朴子鎮，隸屬於臺南縣，大字亦改制為里。1950年（民國39年）10月25日，雲、嘉、南分治，朴子鎮改隸屬於嘉義縣。1992年（民國81年）9月10日，朴子鎮升格為縣轄市朴子市。

## 聚落
本地區發展較早的聚落有𧃽菜埔、東竹圍、糖藔等，在日治期初期的官方地圖上已有記載。

## 交通
省道台82線又稱「東西向快速公路－東石嘉義線」，經過本地區南部邊界地帶。其快速公路路段起點（高架橋起點與其平面側車道交會處）即在本地區西部邊界附近（僅東出西入銜接嘉45-1線），西行即為平面路段，可前往東石鄉，並止於東石市區的縣道168號路口；東側最近的交流道為省道台19線交會處的朴子交流道，可利用台82線平面側車道（鄉道45-1線）連接。由此快速可前往台82線沿線各地，或連接國道1號、國道3號。
縣道157號是斗南至過溝的道路，在本地區路段均與縣道168號共線，經過𧃽菜埔、東竹圍、糖藔等聚落。由該道路（大方向）北行可前往朴子市朴子市區、六腳鄉、新港鄉、溪口溪、雲林縣大埤鄉、大埤鄉／斗南鎮邊界，並止於斗南市區南郊的省道台1線路口；南行可前往東石鄉東南端、布袋鎮北部的過溝，並止於省道台17線路口。
縣道161號是𧃽菜埔至新岑的道路，其北側端點（起點）位於本地區縣道157號、縣道168號共線路口。由此南行可前往布袋鎮，並止於新岑南郊的省道台17線路口。
縣道168號又稱「嘉朴公路」，是東石至中庄的道路，在本地區路段均與縣道157號共線，經過𧃽菜埔、東竹圍、糖藔等聚落。由該道路西行可前往東石鄉東石市區；東行可前往朴子市朴子市區、太保市、水上鄉，並止於中庄的縣道165號轉角路口。
鄉道嘉45-1線是朴子永和至鹿草馬稠後的道路，也是省道台82線（東西向快速公路－東石嘉義線）的平面側車道。